# آنا ليندهولم
آنا ليندهولم (بالسويدية: Anna Lindholm)‏ هي ممثلة سويدية، ولدت في 2 يونيو 1965 في مالمو في السويد.

## وصلات خارجية
- آنا ليندهولم على موقع IMDb (الإنجليزية)
- آنا ليندهولم على موقع قاعدة بيانات الأفلام السويدية (السويدية)
- آنا ليندهولم على موقع قاعدة بيانات الفيلم (الإنجليزية)